# جو رایت
ژوزف «جو» رایت (به انگلیسی: Joe Wright) (زادهٔ ۲۵ اوت ۱۹۷۲) کارگردان اهل انگلستان است. او بیشتر به خاطر فیلم‌هایی همچون غرور و تعصب (۲۰۰۵)، تاوان (۲۰۰۷)، هانا (۲۰۱۱)، آناکارنینا (۲۰۱۲)، پن (۲۰۱۵) و تاریک‌ترین لحظات (۲۰۱۷) و سیرانو (۲۰۲۱)شناخته شده‌است. او به تازگی مشغول کارگردانی یک سریال تلویزیونی به نام « ام. پسر قرن»است.